# Артюхов, Михаил Васильевич
Михаил Васильевич Артюхов (15 сентября 1943, Сортавала) — советский спортсмен (лыжное двоеборье). Мастер спорта международного класса (1974). Победитель Кубка СССР (1972).

## Биография
Михаил Артюхов родился в Ставропольском крае, воспитанник Сортавальской спортивной школы. До службы в армии учился и работал в Сортавале. Летом также занимался греблей на байдарке.
Окончил Ленинградский государственный педиститут имени А. И. Герцена (1977).
Работал преподавателем в специализированной детско-юношеской спортшколе олимпийского резерва в Санкт-Петербурге. Являлся членом сборной страны по лыжному двоеборью.
Первый тренер — В. П. Володин, тренер — А. А. Федотов.
Трехкратный победитель Кубка СССР, неоднократный призёр чемпионатов СССР (1966-1973 гг.).
Участник X зимних Олимпийских игр в Гренобле (1968), где занял 11 место в лыжном двоеборье и XI Олимпийских игр в Саппоро (1972) — 10 место.